# Westvoorne
Westvoorne es un municipio de la Provincia de Holanda Meridional, al oeste de los Países Bajos, creado el 1 de enero de 1980 por la fusión de dos antiguos municipios: Oostvoorne y Rockanje.